# المستعمرات الثلاث عشرة
المستعمرات الثلاث عشرة (بالإنجليزية: Thirteen Colonies)‏ وتُعرف أيضًا بالمستعمرات البريطانية الثلاث عشر أو المستعمرات الأمريكية الثلاث عشر هي مجموعة من مستعمرات بريطانيا العظمى على الساحل الأمريكي للمحيط الأطلسي. أسست في القرن السابع عشر والثامن عشر، وأعلنت استقلالها عام 1776، وشكلت الولايات المتحدة. امتلكت المستعمرات الثلاث عشرة أنظمة سياسية ودستورية وقانونية متشابهة جدًا، وكان يُسيطر عليها البروتستانت المتحدثين بالإنجليزية. كانت هذه المستعمرات جزءًا من سيطرة بريطانيا في العالم الجديد، التي شملت أيضًا مستعمرات في كندا وفلوريدا والكاريبي.
نمى عدد سكان المستعمرات من ألفي شخص إلى 2.4 مليون بين عامي 1625 و1775، مُزيحين الهنود الأمريكيين. تضمن عدد السكان هذا أشخاصًا كانوا خاضعين لنظام من العبودية الذي كان قانونيًا في كل المستعمرات في المرحلة التي سبقت الحرب الثورية الأمريكية. أدارت بريطانيا -في القرن الثامن عشر- مستعمراتها تحت سياسة المركنتالية (الإتجارية) وفيها تتملك الحكومة المركزية العوائد الاقتصادية للدولة الأم.
امتلكت المستعمرات الثلاث عشرة درجةً رفيعةً من الحكم الذاتي وانتخابات محلية نشطة، وقاومت مطالب لندن بمزيد من السيطرة. أدت الحرب الفرنسية والهندية (1754-1763) ضد فرنسا ومستعمراتها الهندية إلى مزيد من التوتر بين بريطانيا والمستعمرات الثلاث عشرة. خلال خمسينيات القرن الثامن عشر، بدأت المستعمرات بالتعاون مع بعضها بدلًا من التعامل مباشرةً مع بريطانيا. زرعت هذه النشاطات بين المستعمرات حسًا من الهوية الأمريكية المشتركة، ودعت إلى حماية حقوق سكان المستعمرات بصفتهم مواطنين إنجليز، فأكد على دعم مبدأ «لا ضرائب دون تمثيل». أدت الشكاوى من الحكومة البريطانية إلى الثورة الأمريكية، وفيها تعاونت المستعمرات لتشكيل الكونغرس القاري. حارب سكان المستعمرات في الثورة الأمريكية (1775-1783) بمساعدة من مملكة فرنسا وبدرجة أقل من جمهورية هولندا ومملكة إسبانيا.

## المستعمرات
منح ملك إنجلترا جيمس الأول، عام 1606، امتيازًا لكل من شركة بيلماوث وشركة لندن لإقامة مستوطنات دائمة في أمريكا. أنشأت شركة لندن مستعمرة فيرجينيا عام 1607، وهي أول مستوطنة إنجليزية دائمة في القارة. أوجدت شركة بيلماوث مستعمرة بوبهام على نهر كينيبيك، لكنها دامت مدةً قصيرة. رعى مجلس بيلماوث من أجل نيو إنجلاند عدة مشاريع استعمارية، بلغت ذروتها بمستعمرة بيلماوث عام 1620 التي سكنها إنجليز بروتستانتيين انفصاليين، يُعرفون حاليًا بالحجاج. أسس الهولنديون والسويديون والفرنسيون مستعمرات أمريكية ناجحة، تقريبًا في ذات الوقت الذي أسس فيها الإنجليز مستعمراتهم، ولكن هذه المستعمرات خضعت في نهاية المطاف للتاج البريطاني. انتهى تأسيس المستعمرات الثلاث عشرة بتأسيس مقاطعة جورجيا عام 1732، ومع ذلك لم يصبح استخدام مصطلح المستعمرات الثلاث عشرة شائعًا إلا في سياق الثورة الأمريكية.
في لندن وبدايةً من عام 1660، حُكمت كل المستعمرات عبر وزارة دولة عُرفت باسم الوزارة الجنوبية ولجنة من مجلس الملك الخاص (يُعرف باسم مجلس التجارة والمزارع). أنشِئت وزارة دولة، عام 1768، خاصة بأمريكا ولكنها حُلّت عام 1782 عندما تولت وزارة الداخلية المسؤولية.

### مستعمرات نيو إنجلاند
- مستعمرة بوبهام: أنشئت عام 1607 وتُركت عام 1608.
- مستعمرة بيلماوث: أنشئت عام 1620 ودُمجت مع مستعمرة خليج ماساتشوستس عام 1691.
- مقاطعة ماين: أصدر مجلس نيو إنجلاند صك تسجيلها عام 1622، وأعاد تشارلز الأول إصدار صك التسجيل عام 1639، ثم انضمت إلى مستعمرة خليج ماساتشوستس عام 1658.
- مستعمرة خليج ماساتشوستس: أُسست عام 1629، واندمجت مع مستعمرة بيلماوث.
- مقاطعة نيو هامبشير: أُسست عام 1629 واندمجت مع مستعمرة خليج ماساتشوستس عام 1641، ومُنحت حقوقًا بصفتها مستعمرة للتاج عام 1679.
- مستعمرة كونيتيكت: أُسست عام 1639، ومُنحت حقوقًا بصفتها مستعمرة للتاج عام 1662.
- مستعمرى سايبروك: أُسست عام 1635، واندمجت مع مستعمرة كونيتيكت عام 1644.
- مستعمرة نيو هافين: أُسست عام 1638، واندمجت مع مستعمرة كونيتيكت عام 1664.
- مستعمرة رود آيلاند ومزارع بروفدنس: أُسست عام 1636، ومُنحت حقوقًا بصفتها مستعمرة للتاج عام 1663.

شكلت مستعمرات بيلماوث وخليج ماساتشوستس وكونتيكت ونيو هافن كونفدرالية نيو إنجلاند في 1643-1654؛ 1675-1680 وضُمنّت كل مستعمرات نيو إنجلاند ضمن سيطرة نيو إنجلاند (1686-1689).

### المستعمرات الوسطى
- مستعمرة ديلاوير (قبل عام 1776 كانت تُدعى المقاطعات المنخفضة على نهر ديلاوير): أُسست عام 1664 بصفتها مستعمرة مملوكة.
- مقاطعة نيويورك: أُسست بصفتها مستعمرة مملوكة عام 1664، ومُنحت حقوقًا بصفتها مستعمرة تابعة للتاج عام 1686 وضُمنت ضمن سيطرة نيو إنجلاند (1686-1689).
- مقاطعة نيوجيرسي: أُسست بصفتها مستعمرة مملوكة عام 1664: ومُنحت حقوقًا بصفتها مستعمرة تابعة للتاج عام 1702.
- إيست جيرسي: أُسست عام 1674، واندمجت مع مستعمرة ويست جيرسي لإعادة تشكيل مقاطعة نيوجيرسي عام 1702، تحت سيطرة نيو إنجلاند.
- ويست جيرسي: أُسست عام 1674، واندمجت مع مستعمرة إيست جيرسي لإعادة تشكيل مقاطعة نيوجيرسي عام 1702 تحت سيطرة نيو إنجلاند.
- مقاطعة بنسلفانيا: أُسست بصفتها مستعمرة مملوكة عام 1681.

### المستعمرات الجنوبية
- مستعمرة فيرجينيا: أُسست عام 1607 بصفتها مستعمرة مملوكة، ومنحت حقوق مستعمرات التاج عام 1624.
- مقاطعة ماريلاند: أُسست عام 1632 بصفتها مستعمرة مملوكة.
- مقاطعة كارولينا: أصدِر الميثاق الأولي عام 1629، فأُسس المستوطن الأول بعد عام 1651، وألغى تشارلز الثاني الميثاق الأولي عام 1660؛ فأعيد منحها حقوقًا بصفتها مستعمرة مملوكة عام 1663.
- مستعمرة رونوك: أُسست عام 1585، وأعيد تأسيسها عام 1587، وهُجرت عام 1590.
- مقاطعة نورث كاورلينا: أُسست عام 1712، ومُنحت حقوق مستعمرة التاج عام 1729.
- مقاطعة ساوث كاورلينا: أُسست عام 1712، ومُنحت حقوق مستعمرة التاج عام 1729.
- مقاطعة جورجيا: أُسست بصفتها مستعمرة مملوكة عام 1732، وأصبحت مستعمرة تابعة للتاج منذ عام 1752.

## القرن السابع عشر

### المستعمرات الجنوبية
كانت جيمستاون أول مستعمرة إنجليزية ناجحة، وقد أُسست في الرابع عشر من مايو عام 1607 بالقرب من خليج شيسابيك. موّلت شركة لندن فيرجينيا المشروع ونسقته، وهي شركة مساهمة تُنقب عن الذهب. كانت أولى سنوات المستعمرة صعبةً جدًا، بمعدلات موت مرتفعة جدًا جرّاء الأمراض والجوع والحروب مع الهنود، ولم يُعثر فيها سوى على القليل من الذهب. نجت المستعمرة وازدهرت بالتحول نحو التبغ بصفته محصولًا نقديًا.
في عام 1632، منح الملك تشارلز الأول امتيازًا لسيسيل كالفيرت بارون بالتيمور الثاني لبناء مقاطعة ماريلاند. كان والد كالفيرت مسؤولًا كاثوليكيًا بارزًا شجع على الهجرة نحو المستعمرات الإنجليزية. لم يوضح الامتياز أي ضوابط حول الدين.
كانت مقاطعة كارولينا المحاولة الثانية للاستيطان الإنجليزي جنوب فيرجينيا، إذ كانت المحاولة الأولى الفاشلة في مقاطعة رونوك. كانت مقاطعة كارولينا مشروعًا خاصًا موله مجموعة من اللوردات المُلّاك الذين حصلوا على امتياز ملكي بخصوص كارولينا عام 1663، آملين أن تصبح مستعمرة جنوبية مربحة كما هو الحال في مستعمرة جيمستاون. لم تُستوطَن كارولينا حتى عام 1670، وحتى ذلك الوقت فشلت المحاولة الأولى بسبب عدم وجود حافز للهجرة إلى تلك المنطقة. ومع ذلك، في نهاية المطاف، جمّع اللورادت رأسمالهم المتبقي وملوا بعثة استيطان قادها السير جون كوليتون. حددث البعثة الاستكشافية أرضًا خصبة يمكن الدفاع عنها فيما أصبح يسمى شارلستون (كان اسمها الأصلي تشارلز تاون تيمنًا بتشارلز الثاني ملك إنجلترا).

## القرن الثامن عشر
في 1702، توحد شرق جيرسي وغربها ليشكلا ولاية نيوجيرسي.
عملت الأقسام الشمالية والجنوبية من مستعمرة كارولينا بشكل مستقل تقريبًا حتى 1691، عندما عُيّن فيليب لودويل حاكمًا للمقاطعة بكاملها. بقيت المستوطنات الشمالية والجنوبية منذ ذلك الوقت وحتى 1708 تحت ظل حكومة واحدة. مع ذلك، خلال هذه الفترة شاع اسما كارولينا الشمالية وكارولينا الجنوبية على نصفي هذه المقاطعة، إذ تنازع أحفاد مُلّاك هذه المستعمرة على توجهاتها. أخيرًا، خلع المستعمرون في مدينة تشارلز حاكمهم وانتخبوا حكومتهم الخاصة، فكانت بداية وجود حكومتين منفصلتين في كل من مقاطعة كارولينا الشمالية ومقاطعة كارولينا الجنوبية. وفي 1792، ألغى الملك رسميًا ميثاق كارولينا الاستعماري وأنشأ كل من كارولينا الشمالية وكارولينا الجنوبية كمستعمرات تابعة للتاج.
في ثلاثينيات القرن الثامن عشر، اقترح النائب جيمس أوغليثورب استعمار المنطقة الجنوبية من كارولينا من قِبل «الفقراء الجديرين» في إنجلترا وذلك لتوفير بديل لسجون المدينين المكتظة بالأشخاص غير القادرين على وفاء ديونهم. حصل أوغليثورب وغيره من فاعلي الخير الإنجليز على ميثاق ملكي بصفة أمناء لمستعمرة جورجيا في 9 يونيو عام 1732. تأمل أوغليثورب ومواطنوه في إنشاء مستعمرة مثالية تحظر العبودية وتجند المستوطنين الأكثر جدارة فقط. لكن بحلول 1750، ظلت المستعمرة قليلة السكان، وتخلى أصحاب العقارات عن الميثاق الملكي في سنة 1752، وعندها صارت جورجيا مستعمرة تابعة للتاج.
ازداد عدد سكان المستعمرات الثلاث عشرة بشكل كبير في القرن الثامن عشر. فوفقًا للمؤرخ آلان تايلور، بلغ عدد السكان 1.5 مليون عام 1750 أي ما يعادل أربعة أخماس سكان أمريكا الشمالية البريطانية. عمل أكثر من 90% من المستعمرين في الزراعة، رغم ازدهار بعض الموانئ البحرية أيضًا. وفي 1760، بلغ عدد السكان في مدن فيلادلفيا ونيويورك وبوسطن أكثر من 16,000 نسمة، عددٌ قليل وفق المعايير الأوروبية. وبحلول 1770، شكل الناتج الاقتصادي للمستعمرات الثلاث عشرة أربعين في المئة من الناتج المحلي الإجمالي للإمبراطورية البريطانية بكاملها.
مع توالي سنوات القرن الثامن عشر، بدأ المستعمرون يستقرون بعيدًا عن ساحل المحيط الأطلسي. ادعت كل من بنسلفانيا وفرجينيا وكونيكتيكت وماريلاند ملكيتها للأرض الواقعة في وادي نهر أوهايو. وبدأت المستعمرات في التدافع لشراء الأراضي من القبائل الهندية، إذ أصر البريطانيون على أن المطالبة بالأراضي يجب أن تستند إلى عمليات شراء مشروعة. اعتزمت فرجينيا بشكل خاص التوسع غربًا، واستثمرت نخبة عائلات فرجينيا في شركة أوهايو لتشجيع الاستيطان في ولاية أوهايو. 

### التجارة العالمية والهجرة
أصبحت المستعمرات البريطانية الأمريكية جزءًا من شبكة التجارة البريطانية العالمية، إذ تضاعفت قيمة الصادرات من أمريكا إلى بريطانيا ثلاث مرات في الفترة الواقعة بين عامي 1700 و1754. كان المستعمرون مقيدين تجاريًا مع القوى الأوروبية الأخرى فقط، ولكنهم وجدوا شراكة تجارية مربحة في المستعمرات البريطانية الأخرى وخاصة في منطقة البحر الكاريبي. شملت تجارة المستعمرين بيع المواد الغذائية، والخشب، والتبغ، ومختلف الموارد الأخرى مقابل شراء الشاي الآسيوي، وقهوة وسكر غربي الهند، بالإضافة إلى مواد أخرى. زود الهنود الأمريكيون المستقرون بعيدًا عن ساحل المحيط الأطلسي سوق الأطلسي بفرو القندس وجلود الغزلان. وكان لأميركا ميزة في كثرة الموارد الطبيعية فيها، وأسست صناعةً مزدهرة خاصة بها في مجال بناء سفن، وانخرط العديد من التجار الأمريكيين في التجارة عبر المحيط الأطلسي.
أدى تحسن الظروف الاقتصادية وتخفيف الاضطهاد الديني في أوروبا إلى زيادة صعوبة استقدام العمالة منها إلى المستعمرات، فاعتمدوا أكثر على عمالة العبيد وخاصة في الجنوب. ازداد عدد العبيد في أمريكا بشكل كبير بين عامي 1680 و1750، وكان هذا النمو المتزايد مدفوعًا بمزيج من الهجرة القسرية وتوالد العبيد. دعم العبيد اقتصاد المزارع الشاسعة في الجنوب، في حين عمل عبيد الشمال في مهن متنوعة. كان هناك القليل من المحاولات المحلية لشن ثورة عبيد مثل ثورة ستونو ومؤامرة نيويورك عام 1741، ولكن هذه الانتفاضات واجهت قمعًا شديدًا.
هاجرت نسبة من السكان الإنجليز إلى أمريكا بعد عام 1700. وجذبت المستعمرات مهاجرين جدد من دول أوروبية أخرى. انتقل هؤلاء المهاجرون إلى جميع المستعمرات، ولكن المستعمرات الوسطى جذبت غالبية المهاجرين إليها وظلت متنوعة اثنيًا أكثر من باقي المستعمرات. هاجر العديد من المستوطنين من إيرلندا، كاثوليك وبروتستانت على حد سواء، وخصوصًا أعضاء جماعة «النور الجديد» المشيخية من أولستر. هاجر الألمان البروتستانت بأعداد كبيرة إلى المستعمرات ولاسيما إلى بنسلفانيا. وفي أربعينيات القرن الثامن عشر، خضعت المستعمرات الثلاثة عشرة للصحوة الكبرى الأولى.

### الحرب الفرنسية الهندية
في 1738، أثار حادث يتعلق ببحار ويلزي يدعى روبرت جنكنز، حربًا سميت حرب أذن جنكنز بين بريطانيا وإسبانيا. تطوع المئات من الأمريكيين الشماليين في الهجوم الذي شنه الأدميرال إدوارد فيرنون على مدينة كارتاخينا دي إندياس الإسبانية والواقعة في أمريكا الجنوبية. اندمجت الحرب ضد إسبانيا في صراع أوسع عُرف باسم حرب الخلافة النمساوية، ولكن معظم المستعمرين أطلقوا على هذا الصراع اسم حرب الملك جورج. وفي 1745، استولت القوات البريطانية وقوى المستعمرات على بلدة لويسبورغ، وانتهت الحرب بتوقيع معاهدة إيكس لا شابيل عام 1748. ومع ذلك، غضب العديد من المستعمرين عندما أعادت بريطانيا لويسبورغ إلى فرنسا مقابل مدينة مادراس ومناطق أخرى. وفي أعقاب الحرب، سعى كل من البريطانيين والفرنسيين إلى التوسع في وادي نهر أوهايو.
كانت الحرب الفرنسية الهندية (1754 – 1763) الامتداد الأمريكي للصراع الأوروبي العام المعروف باسم حرب السنوات السبع. ففي السابق، كانت الحروب الاستعمارية في أمريكا الشمالية تبدأ في أوروبا ثم تمتد إلى المستعمرات. ولكن شهرة الحرب الفرنسية الهندية تعود إلى أنها بدأت في أمريكا الشمالية وامتدت إلى أوروبا. كان أحد الأسباب الرئيسية للحرب زيادة المنافسة بين بريطانيا وفرنسا، وخاصة في البحيرات الكبرى ووادي أوهايو.
اتخذت الحرب الفرنسية الهندية أهمية جديدة بالنسبة للمستعمرين البريطانيين في أمريكا الشمالية عندما قرر ويليام بيت الأكبر أن الموارد العسكرية الرئيسية يجب أن تخصص لأمريكا الشمالية من أجل كسب الحرب ضد فرنسا. ولأول مرة، أصبحت القارة أحد المسارح الرئيسية لما يمكن تسميته حربًا عالمية. وخلال الحرب، أصبح جليًا لأبناء المستعمرات أنهم كانوا تحت سلطة الإمبراطورية البريطانية، وذلك مع تزايد وجود المسؤولين العسكريين والمدنيين البريطانيين في حياتهم.
زادت الحرب أيضًا من الشعور بالوحدة الأمريكية بطرق أخرى، إذ تسببت بسفر رجال - لربما لم يكونوا يفكرون بمغادرة مستعمراتهم أبدًا في حالات أخرى - عبر القارة ليقاتلوا جنبًا إلى جنب مع رجال من أصول مختلفة تمامًا ولكنهم، في النهاية، أمريكيون. طوال فترة الحرب، عمل الضباط البريطانيون على تدريب الأمريكيين على القتال، وأبرزهم جورج واشنطن الذي كان ذو فائدة للقضية الأمريكية خلال الثورة. كان على الهيئات التشريعية والمسؤولين في المستعمرات أن يتعاونوا بشكل مكثف توازيًا مع الجهد العسكري المبذول على نطاق القارة. لم تكن العلاقات بين المؤسسة العسكرية البريطانية وأبناء المستعمرات إيجابية دومًا مما مهد الطريق لانعدام الثقة والنفور من القوات البريطانية.
وفي مؤتمر ألباني الذي عُقد عام 1754، اقترح بنجامين فرانكلين من بنسلفانيا خطة ألباني التي تدعو إلى إنشاء حكومة موحدة للمستعمرات الثلاث عشرة بهدف تنسيق قضايا الدفاع وغيرها من المسائل، ولكن معظم قادة المستعمرات رفضوا هذه الخطة.
وفي معاهدة باريس (1763)، تنازلت فرنسا رسميًا لبريطانيا عن الجزء الشرقي من امبراطوريتها الشاسعة في أمريكا الشمالية بعد أن أعطت لإسبانيا، سريًا، أراضي لويزيانا غرب نهر الميسيسبي في العام السابق. سيطرت بريطانيا قبل الحرب على المستعمرات الأمريكية الثلاث عشرة ومعظم ما يسمى نوفا سكوشا حاليًا ومعظم تجمعات المياه في خليج هدسون. وبعد الحرب، حصلت بريطانيا على جميع الأراضي الفرنسية شرق نهر الميسيسيبي بما في ذلك كيبك والبحيرات العظمى ووادي نهر أوهايو، وحصلت بريطانيا على فلوريدا الإسبانية التي شكلت منها مستعمرات شرق وغرب فلوريدا. كان من نتائج الحرب إزالة التهديد الأجنبي الكبير على المستعمرات الثلاث عشرة مما حد من حاجة أبناء المستعمرات إلى الحماية الاستعمارية.
انتصر البريطانيون إلى جانب أبناء المستعمرات على عدو مشترك. فكان ولاء أبناء المستعمرات للوطن الأم أقوى من أي وقت مضى، لكن الانقسام بدأ يظهر. قرر رئيس الوزراء البريطاني ويليام بيت الأكبر شن حرب في المستعمرات باستخدام قوات من المستعمرات نفسها وبأموال الضرائب من بريطانيا. نجحت هذه الاستراتيجية في زمن الحرب، ولكن بعد انتهاء الحرب، اعتقد كل طرف أنه تحمل عبئًا أكبر من الآخر. فالنخبة البريطانية التي تدفع ضرائب أكثر من نظرائها في جميع الدول الأوروبية أشارت بغضب إلى أن أبناء المستعمرات لم يدفعوا سوى القليل للخزائن الملكية، ورد أبناء المستعمرات بأن أبناءهم حاربوا وقُتلوا في حرب خدمت المصالح الأوروبية أكثر من مصالحهم الشخصية. كان هذا النزاع حلقة في سلسلة الأحداث التي أدت بعد ذلك بوقت قريب إلى اندلاع الثورة الأمريكية.